# Sylvastriga
Sylvastriga – wymarły rodzaj owadów z rzędu świerszczokaraczanów i rodziny Idelinellidae, obejmujący tylko jeden znany gatunek: Sylvastriga miranda.
Rodzaj i gatunek opisany został w 2004 roku przez Daniła Aristowa. Opisu dokonano na podstawie pojedynczej skamieniałości przedniego skrzydła, odnalezionej w formacji Koszelewka, w rosyjskiej Czekaradzie i pochodzącej z piętra kunguru w permie.
Owad ten miał przednie skrzydło długości około 30 mm, o lekko wypukłym brzegu przednim i prostym brzegu tylnym. Pole kostalne było pięciokrotnie szersze od subkostalnego i poprzecinane przednimi odgałęzieniami żyłki subkostalnej, które w nasadowej części skrzydła biegły pionowo, a w okolicach jego połowy skierowane były ku przodowi. Sektor radialny brał początek w nasadowej ⅓ długości skrzydła i był gładko zakrzywiony. Pole między żyłkami kubitalnymi było bardzo szerokie. Przednia żyłka kubitalna była silnie rozgałęziona – jej pierwsza odnoga u nasady rozdzielała się na 3 odgałęzienia, a tylna kubitalna prosta i nierozgałęziona.